# Saint-Martial-de-Vitaterne
Saint-Martial-de-Vitaterne – miejscowość i gmina we Francji, w regionie Nowa Akwitania, w departamencie Charente-Maritime.
Według danych na rok 1990 gminę zamieszkiwało 419 osób, a gęstość zaludnienia wynosiła 151 osób/km² (wśród 1467 gmin regionu Poitou-Charentes Saint-Martial-de-Vitaterne plasuje się na 613. miejscu pod względem liczby ludności, natomiast pod względem powierzchni na miejscu 1128.).